# Tieta z Agreste (film)
Tieta z Agreste (port. Tieta do Agreste) – brazylijska komedia z 1996 roku w reżyserii Carlosa Dieguesa. Film jest adaptacją powieści Jorge Amado pod tym samym tytułem. Film był zgłoszony jako brazylijski kandydat do Oscara w 1997 roku, jednak nie otrzymał nominacji.  W 1989 roku Rede Globo zaadaptowała film do formatu telenoweli. W roli tytułowej wystąpiła Betty Faria.

## Opis
Brazylijski stan Bahia. Piękna Tieta po latach nieobecności wraca do rodzinnego miasteczka, z którego została wypędzona za romans z pasterzem. Teraz jest bogatą, szanowaną i podziwianą kobietą. Wraz z nią przybywa młoda, urodziwa Leonora, będąca rzekomo jej pasierbicą. Mieszkańcy miasteczka nadskakują Tiecie, chcą się wkraść w jej łaski. Kłopoty kobiety i jej podopiecznej zaczynają się od momentu, gdy miejscowa społeczność odkrywa, że prowadzony przez bohaterkę luksusowy sklep jest domem schadzek.

## Obsada
- Sônia Braga jako Tieta
- Marília Pêra jako Perpétua
- Chico Anysio jako Zé Esteves
- Cláudia Abreu jako Leonora
- Zezé Motta jako Carmosina
- Jece Valadão jako Dario

## Nagrody
Źródło
| Rok  | Festiwal                                        | Nagroda                                                                                   | Wynik     |
| ---- | ----------------------------------------------- | ----------------------------------------------------------------------------------------- | --------- |
| 1996 | Havana Film Festival                            | Najlepsza aktorka drugoplanowa (Marília Pêra)                                             | Nagroda   |
| 1996 | Międzynarodowy Festiwal Filmowy w San Sebastián | Złota Muszla (Carlos Diegues)                                                             | Nominacja |
| 1997 | Associação Paulista de Críticos de Arte         | Najlepsza aktorka drugoplanowa (Marília Pêra) Najlepszy aktor drugoplanowy (Chico Anysio) | Nagroda   |